# Extrémní sport

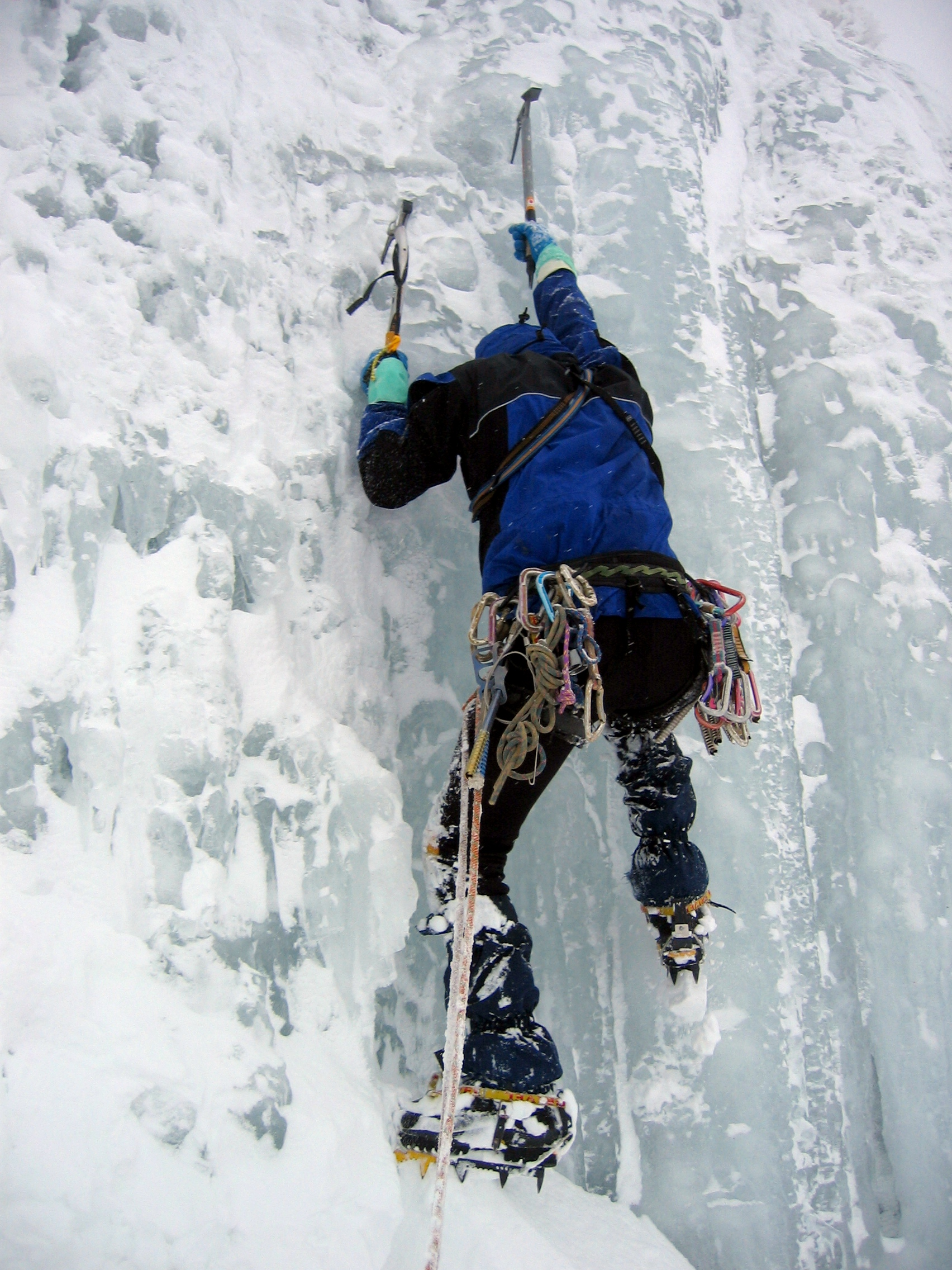
Lezení v ledu je považováno za extrémní sport

Extrémní sport je sport, jehož provozování je spojeno s vyšším rizikem a doprovázeno je domnělým zvýšením hladiny adrenalinu v krvi (ve skutečnosti jde o endorfin, dopamin a serotonin). K extrémním sportům řazeny také sporty, které nejsou příliš propagovány či podporovány na komerční úrovni a jejichž provozování se omezuje na nepříliš početné skupiny nadšenců, které však u ostatních vyšší riziko evokují i přes to, že s jejich provozováním často není spojeno. I takový sport se ovšem časem může proměnit v masovou záležitost, o čemž svědčí např. snowboarding, který byl v roce 2002 zařazen do programu olympijských her. 